# 6 Hebe
Hebe /ˈhiːbiː/ (định danh hành tinh vi hình: 6 Hebe) là một tiểu hành tinh lớn ở vành đai chính. Ngày 1 tháng 7 năm 1879, nhà thiên văn học người Đức Karl L. Hencke phát hiện tiểu hành tinh Hebe, nó là tiểu hành tinh thứ sáu được phát hiện và là tiểu hành tinh thứ hai cũng như là cuối cùng do Hencke phát hiện. Sau khi nhận được yêu cầu của Hencke, Carl F. Gauss đã đề xuất đặt tên tiểu hành tinh này là Hebe, nữ thần tuổi trẻ trong thần thoại Hy Lạp. Gauss cùng đã chọn ly rượu làm biểu tượng của 6 Hebe.

## Quỹ đạo

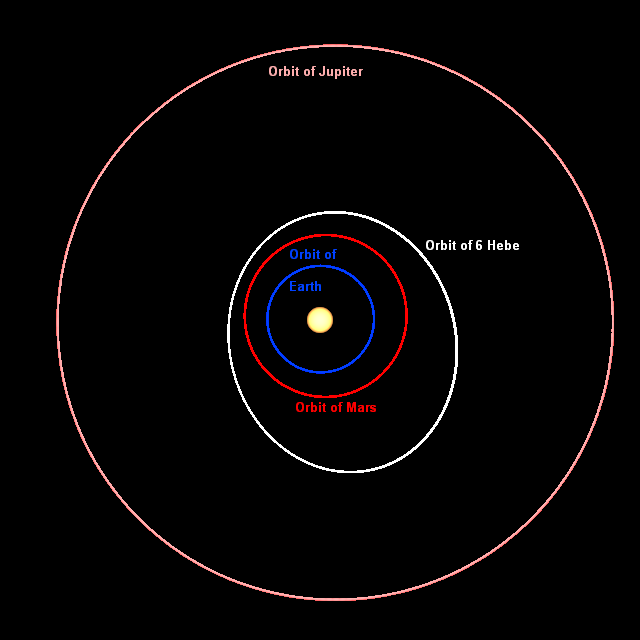
Quỹ đạo của 6 Hebe so với quỹ đạo của Trái Đất, Sao Hỏa và Sao Mộc

Vào ngày 5 tháng 3 năm 1977, Hebe đã che khuất Kaffaljidhma (γ Ceti). Trong khoảng thời gian từ 1977 đến 2021, các nhà quan sát đã quan sát thấy 6 Hebe che khuất mười bốn ngôi sao.